# Ňingmapa

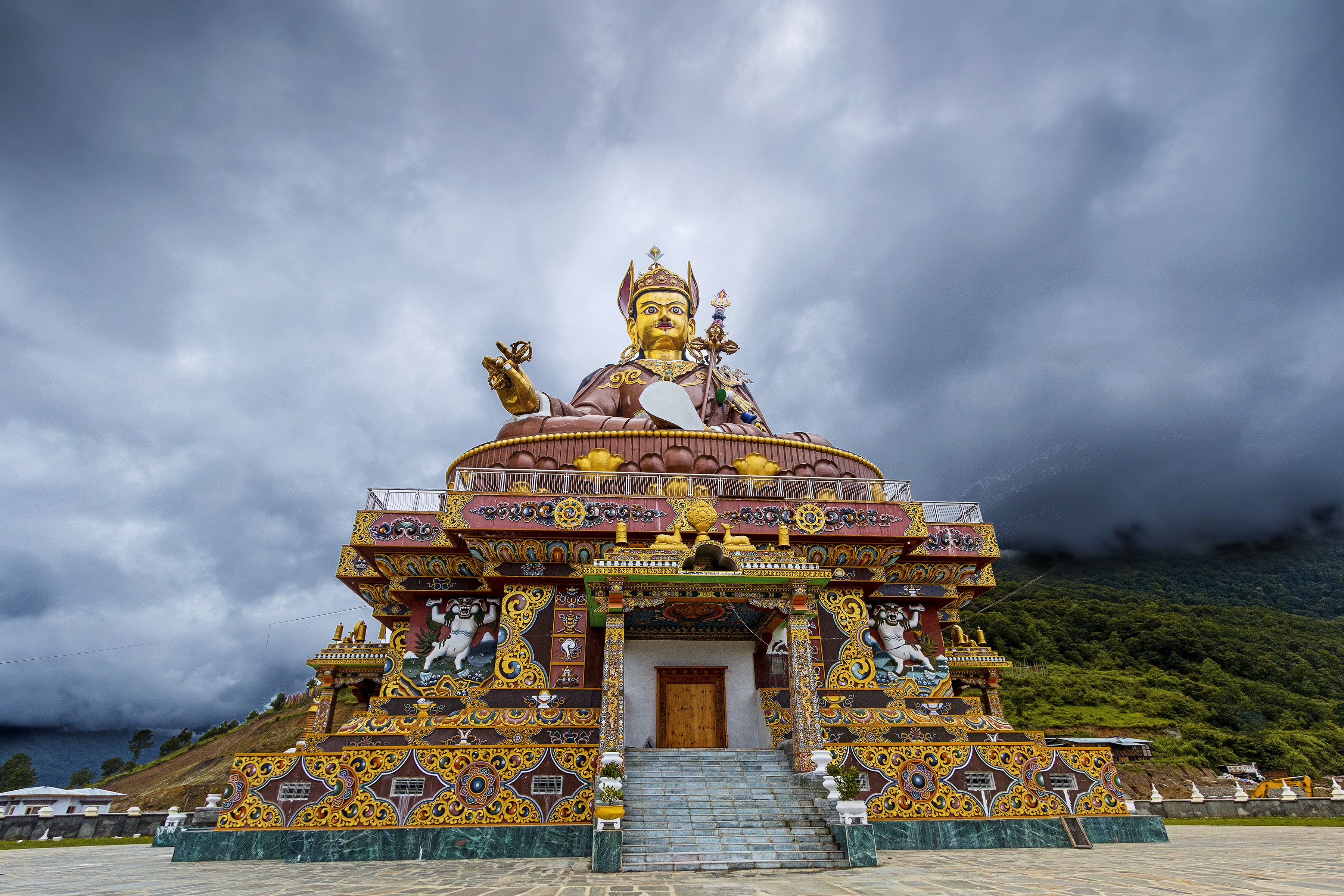
Socha Padmasambhavy v Bhútánu

Ňingmapa (tibetsky རྙིང་མ་, ve Wylieho transkipci Rňing-ma-pa) je jedna ze čtyř hlavních škol tibetského buddhismu.

## Vznik

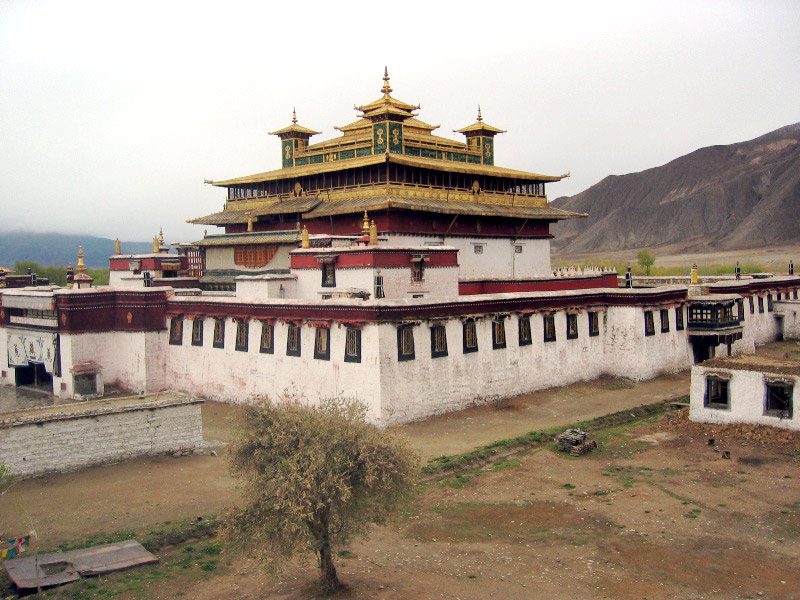
Klášter Samye

Školu založil v 8. století současník krále Thisong Decäna Padmasambhava. Pojmenování ňingma („stará“) se objevilo teprve v 11. století, aby bylo možno odlišit tuto školu od právě vznikajících „nových škol“. Ňingmapa má šest hlavních škol. Tyto školy neměly nikdy v čele jednoho představitele linie, jako je tomu například v Gelugpě. Tato situace se změnila až po invazi Číny do Tibetu v roce 1959. Na žádost Ústřední tibetské správy v Dharamasale v Indii má Ňingmapa svého představitele tradice. Jedná se spíše o administrativní funkci, protože do vnitřních záležitostí jednotlivych škol nemůže zasahovat. Přesto funkci nejvyššího představitele školy Ňingma vykonávají významní lámové této školy. Posledním byl od 22. března 2012 až do své smrti 23. prosince 2015 J. S. Taklung Tsetrul rinpočhe. V současnosti tuto funkci nikdo nezastává. Dále to byli:
- J. S. Kyabje Dudjom rinpočhe (1904–1987) – od roku 1960 do své smrti
- J. S. Dilgo Khyentse rinpočhe (1910–1991) – od roku 1987 do své smrti
- J. S. Penor (Pema Norbu) rinpočhe (1932–2009) – od roku 1991 do odstoupení v roce 2003
- J. S. Mindroling Trichen rinpočhe ( 1930–2008) – od roku 2003 do své smrti
- Trulšhig rinpočhe (1923–2011) – od roku 2010 do své smrti
- J. S. Taklung Tsetrul rinpočhe (1926–2015) – od roku 22.3.2012 do své smrti

## Učení
Na rozdíl od ostatních, nových škol tibetského buddhismu, škola Ňingma obsahuje jak všechny metody tzv. postupné transformace, používané ve všech nových školách, tak i metodu transformace negraduální, okamžitou, tzv. Anu jógu. Jádro učení školy Ňingmapa spočívá v nauce zvané Ati jóga, neboli dzogčhen. Stoupenci tohoto učení ho považují za poslední, tajné učení Buddhy Gautamy, které zjevil Garab Dorje svému žáku Maňdžušrímitovi.

## Učenci
V tradici Ňingma se působili také mnozí velcí učenci. Asi nejdůležitější z nich je Longchen Rabjam (1308–1363). Je autorem mnoha spisů a organizoval všechna do svých dob odkryté Terma ve sbírce „Sto tisíc Ňingmapa tanter“. Jeho nejvýznamnější díla jsou: „Sedmero pokladů“ (Dzö dün), tři „Cykly uvolnění“ (Ngalso Korsum), tři „Cykly přirozeného osvobození“ (Rangdröl Korsum) a tři „Vnitřní esence“ (Yangtig Namsum). Longchen Rabjam také systematizoval překlad, vycházející z Garab Dorje, Dzogchen-nauk linie Ňingma, které se od té doby učí jako „Longchen Nyingthik“ (Srdeční esenze daleké dimenze).